# A Rosa do Povo
A Rosa do Povo é um livro de poesias brasileiro, escrito pelo modernista Carlos Drummond de Andrade entre 1943 e 1945. É a mais extensa obra do autor sendo composta por 55 poemas, também sendo a primeira obra madura e a de maior expressão do lirismo social e modernista. A obra é considerada como uma tradução de uma época sombria, que reflete um tempo, não só individual, mas coletivo no país e no mundo onde o autor capta o sentimento, as dores, e a agonia de seu tempo. No título A Rosa do Povo, a rosa representa a poesia (expressão), das pessoas daquela época.

## Contexto histórico
A Rosa do Povo foi escrito quando os horrores da 2ª Guerra Mundial angustiavam a humanidade e o exército nazista recuava, especialmente na então União Soviética. As mais importantes divisões alemãs haviam sido derrotadas no leste europeu pelos russos, prenunciando a capitulação do III Reich.
Simultaneamente no Brasil, sob a ditadura de Getúlio Vargas (Estado Novo), ainda que economicamente modernizador e socialmente avançado, perdia o apoio entre as classes médias e as elites intelectuais identificadas com o próprio regime democrático através de altos cargos burocráticos. 

## Características
- Embora seu próprio título tenha uma simbologia revolucionária e seja composta de vários poemas sociais, apresenta grande variedade temática e técnica.
- Os poemas são constituídos de metáforas, com frequência também aparecem elipses e imagens surrealistas. São poemas refinados, complexos e acessíveis somente a leitores com significativa informação poética.
- A obra representa na poesia uma tensão entre a participação política (adesão às utopias de esquerda) e a visão cética (desencantada). Não devemos entender esta duplicidade como contraditória. Toda a obra do autor é marcada por uma visão caleidoscópica, polissêmica.

A realidade possui várias faces e são vistas de várias perspectivas, o que nunca gera uma opinião e o fluxo desordenado da vida não permite certezas.
- O poeta utiliza tanto do "estilo sublime" (padrão elevado da língua culta) quanto do "estilo mesclado" (linguagem elevada e linguagem coloquial).
- Os versos curtos das obras inaugurais, tornam-se mais longos. Há um predomínio do verso livre (métrica irregular) e do verso branco (sem rimas).
- Em relação às obras anteriores, o humor quase desaparece, o coloquial é atenuado e um tom grave e solene passa a impregnar os versos.
- As inquietações sociais ganham uma historicidade mais plena, referindo-se várias vezes ao cotidiano e aos acontecimentos concretos da década de 1940.

## Temáticas
| Poesia Social (povo) - Carrego Comigo e Movimento da Espada (culpa de responsabilidade moral) - O Medo (o registro da ordem política injusta) - A Flor e a Náusea, Nosso Tempo, Áporo, Noite na Repartição (mudança de perspectiva). - Carta a Stalingrado, Visão 1944,Telegrama de Moscou (celebração de uma nova ordem). Reflexão Existencial (eu e o mundo) - Anoitecer (solidão, angústia e incomunicabilidade). - Desfile (Fluir do tempo). - Passagem do Ano (balanços de existência). - Morte no Avião (reflexão sobre a morte). Metalinguística (poesia sobre a própria poesia) - Consideração do Poema, Procura da Poesia (poesia e poesia antagônica) | O Passado - Como um Presente (projeção do passado) O Amor - O Mito - Caso do Vestido O Cotidiano - A Morte do Leiteiro - Caso do vestido Celebração dos Amigos - Mario de Andrade desce ao inferno - Canto do homem do povo Charlie Chaplin Paródia - Nova Canção do Exílio |  |

## Poemas deA Rosa do Povo
| - Consideração do Poema - Procura da Poesia - A flor e a Náusea - Carrego Comigo - O Medo - Anoitecer - Nosso Tempo - Passagem do Ano - Passagem da Noite - Uma Hora e mais Outra - Nos áureos Tempos - Rola Mundo - Áporo - Ontem | - Fragilidade - Poeta Escolhe seu Túmulo - Vida Menor - Campo,Chinês e Sono - Episódio - Nova Canção do Exílio - Ecônomia dos Mares Terrestres - Equívoco - Movimento da Espada - Assalto - Anúncio da Rosa - Edifício São Borja - O Mito - Resíduo | - Caso do Vestido - O Elefante - Morte do Leiteiro - Noite da Repartidão - Morte no Avião - Desfile - Consolo na Praia - Retrato de Família - Como um Presente - Interpretação de Dezembro - Rua da Madrugada - Idade Madura - Versos à Boca da Noite - No País dos Andrades | - Notícias - América - Cidade Prevista - Carta a Stalingrado - Telegrama de Moscou - Mas Viveremos - Visão 1944 - Com o Russo em Berlin - Indicações - Onde Há Pouco Falávamos - Os Últimos Dias - Mário de Andrade Desce aos Infernos - Canto ao Homem do Povo Charlie Chaplin |  |